# Благое (деревня)
Благое — деревня в Московской области, расположенная в границах городского округа Домодедово. 

## История
До 2006 года деревня относилась к Лобановскому сельскому округу.

## Население
| 2002 | 2010 |
| ---- | ---- |
| 66   | ↗67  |

Численность населения по данным 2005 года — 58 жителей. 

## Инфраструктура
Почтового отделения в деревне нет, ближайшее почтовое отделение находится в селе Введенское.
В деревне находится крестьянско-фермерское хозяйство «Бологое», занимающееся разведением лошадей, ослов, мулов и лошаков и выращиванием хмеля и растений, используемых в фармакологии и парфюмерии.